# Qalqiliya
Qalqiliya (Arabisch: قلقيلية, Qalqīliya, soms قلقيليا, Qalqīliyā) is een Palestijnse stad op de Westelijke Jordaanoever. Het is de hoofdstad van het Gouvernement Qalqilia gelegen in het noordwesten van het gebied, ten zuidwesten van Toelkarem, dicht bij de Groene Lijn, de wapenstilstandsgrens met Israël. In 2007 had de stad 41.739 inwoners.
Sinds 1967 was de Westelijke Jordaanoever door Israël militair bezet. Ingevolge de afspraken in de Oslo-akkoorden, waarin vooruitzicht werd geboden op een onafhankelijke Arabische staat, werd het bestuur van de stad eind 1995 door Israël overgedragen aan de Palestijnse Autoriteit.

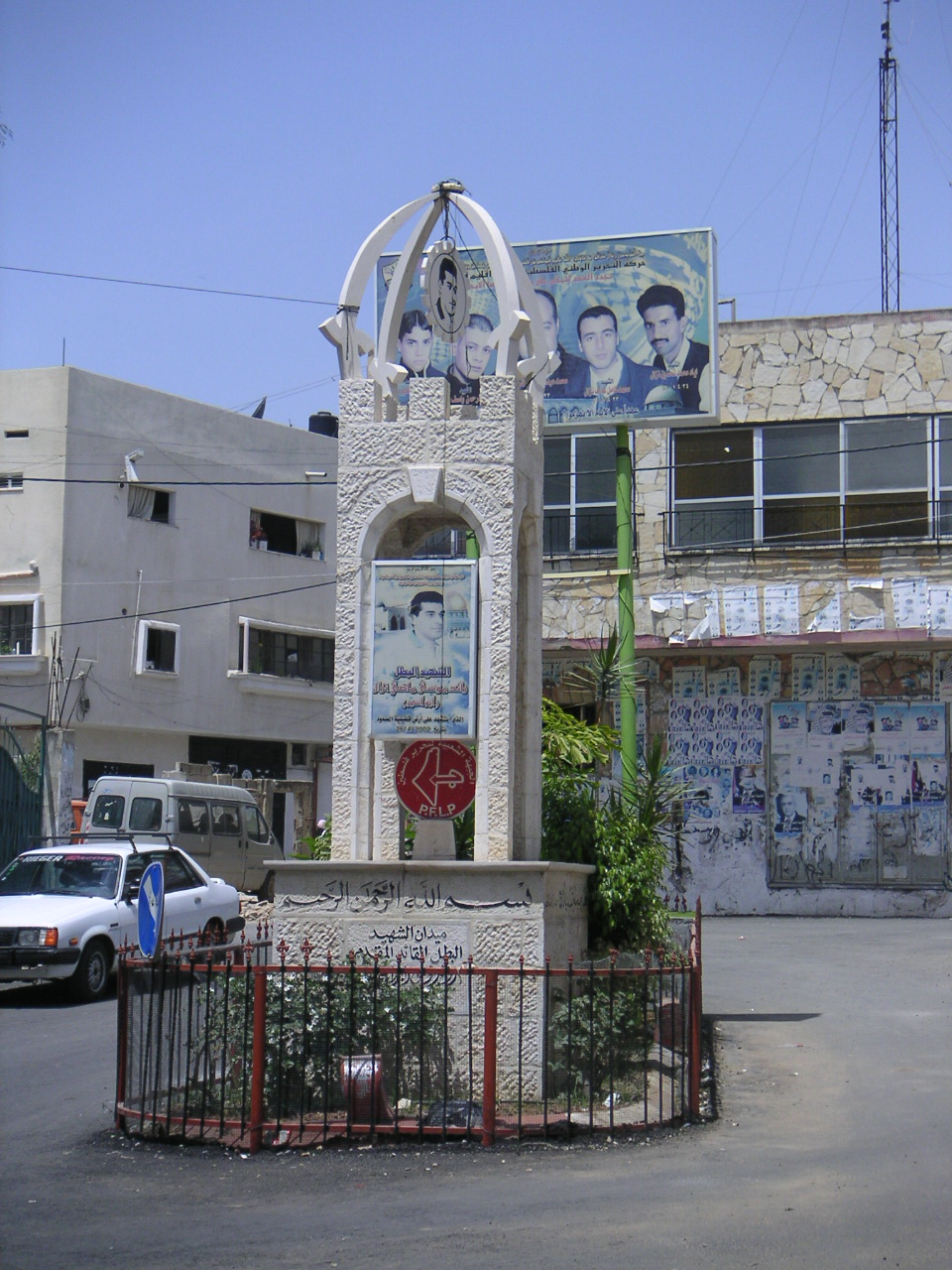
PFLP Martelaarsmonument, 5 mei 2006

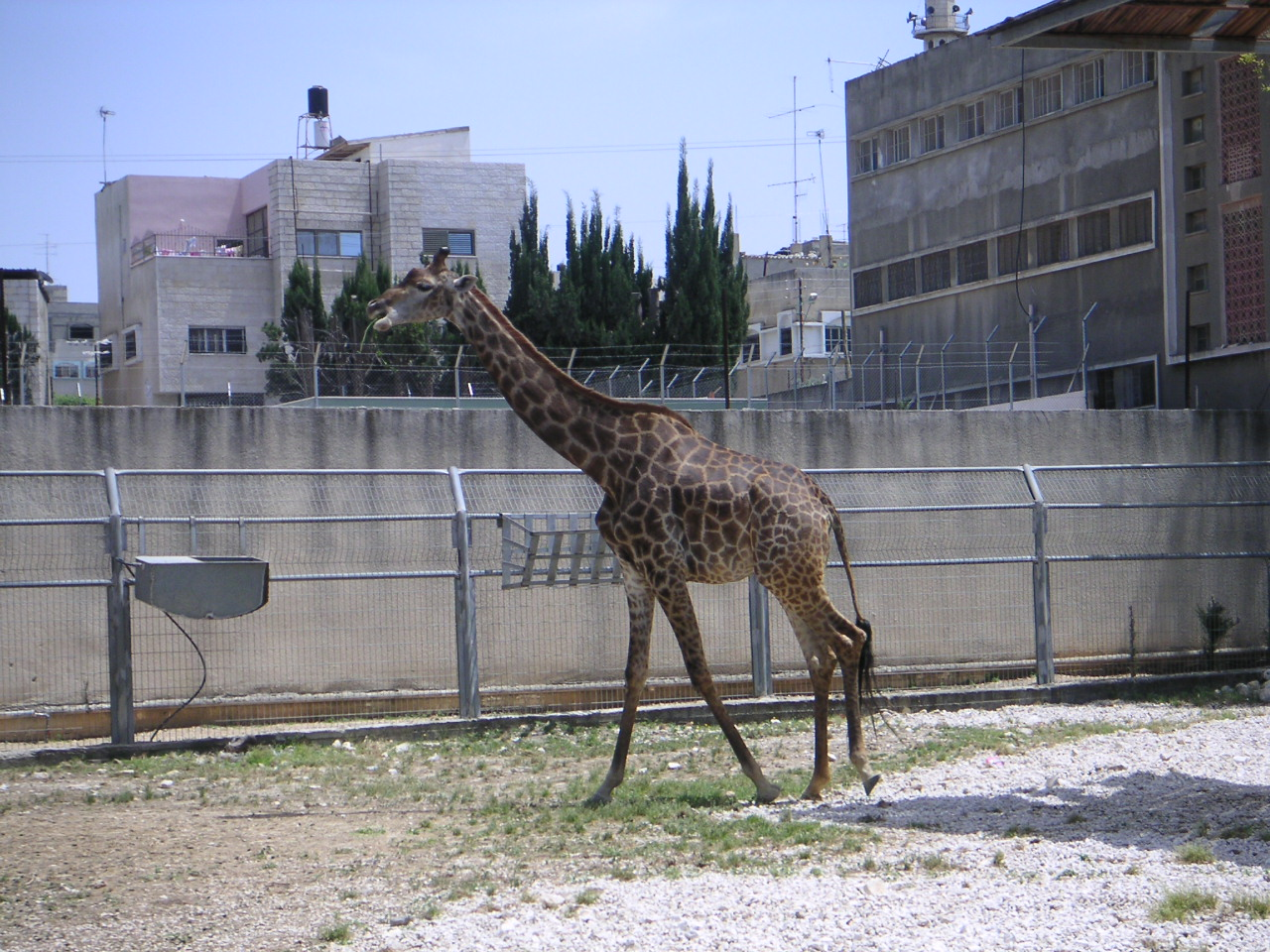
Giraffe in de dierentuin van Qalqiliya

Toen Israël in 2002 de Israëlische Westoeverbarrière bouwde kreeg de stad internationale aandacht, omdat deze barrière een grote beperking betekende voor de bewegingsvrijheid en levensbehoeften van de inwoners van de stad. Er is namelijk maar één poort, een controlepost (checkpoint) van het Israëlische Defensieleger (IDF) dat toestaat of en wanneer Palestijnen de stad in en uit kunnen. "Qalqiliya betaalt een zware tol wegens zijn ligging vlak bij de 'Groene lijn', de Israëlische grens van voor de Zesdaagse Oorlog van 1967. De Israëlische regering houdt sindsdien de 45.000 inwoners omsingeld met controleposten, troepen en tanks, en wat de Israëlische premier Ariel Sharon `de veiligheidsbarrière' noemt, betekent voor Qalqiliya een wurggreep."

De Groene Grenslijn hier is niet op Israëlische landkaarten aangegeven. Volgens de minister van Volkshuisvesting is het vertrouwelijke militaire informatie die niet vrijgegeven kan worden vanwege bezorgdheid dat het de internationale betrekkingen van de staat zou kunnen ondermijnen. Een verzoek daartoe valt onder de uitzonderingen in de 'Wet op de Vrijheid van informatie'(Freedom of Information Law)

## Dierentuin
De stad beschikt over een kleine in 1986 opgerichte dierentuin: Qalqil'ya Zoo, de enige op de Westelijke Jordaanoever. De dierentuin is lid van de EAZA (Europese associatie van dierentuinen en aquaria) en werkt samen met de Dierentuin van Jerusalem. Over de dierentuin is een film gemaakt, Waiting for Giraffes door M. de Stefanis. Het is een portret van dierenarts Sami Khader.